# Рено II де Три (маршал Франции)
Рено II де Три (фр. Renaud II de Trie; ум. ранее 6 июня 1324), сеньор дю Плесси — французский военачальник, маршал Франции.
Сын Рено I де Три, сеньора дю Плесси, и Маргерит де Куртене, дамы де Клуа.
Французские старорежимные справочники приводят минимальные сведения об этом человеке. Отец Ансельм пишет, что он был рыцарем, сеньором дю Плесси-Бийбо и де Марёй, членом ближнего королевского совета. Он был в числе сеньоров, возведенных в рыцари королем Филиппом IV Красивым на Пятидесятницу 1313 года, а затем был назначен маршалом Франции. У секретаря Пинара он вообще не указан, поскольку в документах архива Военного министерства этого сеньора путают с другим маршалом Франции Матье де Три.

## Семья
Жена: Изабель де Эйи, дама де Марёй, дочь Жана, сеньора де Эйи, и Аликс, дамы дю Па в Артуа
Дети:
- Филипп (ум. после 22.12.1341), сеньор де Марёй. Жена: Жанна де Марёй
- Жан (ум. после 1351), сеньор дю Плесси и де Масе, основатель линии сеньоров дю Плесси и де Масе. Жена: Клеманс де Жуаньи, дочь Анри де Жуаньи
- Рено (ум. после 08.1368), называемый Бийбо, сеньор де Френ, Кевремон и Кенель, участник Столетней войны. Жена (1343): Изабель де Гурле, дама де Фрессен (Френ), вдова рыцаря Жана Фурнье
- Аликс (ум. после 1323). Муж: Тома IV де Куси, сеньор де Вервен
- Жанна (ум. после 1358). Муж (1345): Филипп де Шамбли (ум. ранее 1348), сеньор де Ливри